# 응우옌푹홍딘
응우옌푹홍딘은 응우옌 왕조의 황족이다. 티에우찌 황제의 23번째 아들이다.